# سهید
سهید، طایفه‌ای از بختیاری است، که بر پایه سازمان اجتماعی ایل بختیاری، از شاخه هفت‌لنگ و از باب دینارانی می‌باشد.

## پراکندگی
محل سکونت طایفه سهید، گرمسیرات در استان خوزستان، سه راه سیدی، آب نیک، پاتو فالح، درب فالح، شعله دان فالح، سرراگ بالا و پائین، دلی، علی آب، چاه جاز، مورد، چشمه خاتون، ناشلیل، زنگو، تخت مرداس، باریون، جنگه، چال اوزا و سردسیرات این طایفه در دیناران، استان چهارمحال و بختیاری می‌باشد. 

## تقسیمات ایلی
طایفه سهید از ۹ تیره تشکیل شده است که عبارتند از: کی شمسوری، کی مقصودی، کی باندری، شهپیری، چاتی، خدابخشی، بوگرکو، سرملی و باتابه‌ای.